# Lisa Mattei
Lisa Mattei är en fiktiv rollfigur skapad av Leif G.W. Persson och förekommer i flera av hans romaner.

## Romaner
- 2005 - Linda - som i Lindamordet
- 2007 - Faller fritt som i en dröm
- 2013 - Den sanna historien om Pinocchios näsa
- 2015 - Bombmakaren och hans kvinna
- 2016 - Kan man dö två gånger?

## Filmer och TV-serier
- 2013 - En pilgrims död (spelad av Ellen Jelinek)
- 2018 - Den döende detektiven (spelad av Ellen Jelinek)